# Christine Schmitt
Christine Schmitt (Zeitz, Alemania, 26 de mayo de 1953) es una gimnasta artística alemana que, compitiendo con Alemania del Este, consiguió ser subcampeona olímpica en 1972 en el concurso por equipos.

## Carrera deportiva
En el Mundial de Liubliana 1970 consigue la plata por equipos, tras la Unión Soviética y por delante de Checoslovaquia, siendo sus compañeras: Angelika Hellmann, Karin Janz, Marianne Noack, Richarda Schmeißer y Erika Zuchold.
En los JJ. OO. de Múnich 1972 vuelve a ganar la plata por equipos, tras la Unión Soviética y por delante de Hungría (bronce).